# Mareile Bettina Moeller
Mareile Bettina Moeller (Braunschweig, 14 ottobre 1978) è un'attrice e doppiatrice tedesca.

## Biografia
Frequenta l'Accademia di Arte Drammatica Ernst Busch di Berlino, fino all'ottobre 2003. Incarna il ruolo di Viktoria Van Weyden nella soap di ZDF La strada per la felicità tra il 2006 e il 2007. In seguito partecipa alle serie La nostra amica Robbie e Die Rosenheim-Cops; nel 2009 le viene affidata l'interpretazione di Katja Hartmann nella soap, sempre di ZDF, Alisa - Segui il tuo cuore.

## Filmografia

### Televisione
- Hinter Gittern - Der Frauenknast – serie TV, 4 episodi (2006)
- La strada per la felicità (Wege zum Glück) – serial TV, 273 puntate (2006-2007)
- La nostra amica Robbie (Hallo Robbie!) – serie TV, episodio 8x03 (2008)
- Ein starkes Team – serie TV, episodio 1x46 (2010)
- Alisa - Segui il tuo cuore (Alisa - Folge deinem Herzen) – serial TV, 16 puntate (2009)
- Flemming – serie TV, episodio 2x02 (2011)
- Die Rosenheim-Cops – serie TV, episodio 8x10-11x16 (2008-2012)
- Il nostro amico Charly (Unser Charly) – serie TV, episodio 16x09 (2012)
- Wege zum Glück - Spuren im Sand - serial TV, 7 puntate (2012)
- Kripo Holstein - Mord und Meer - serie TV, 15 episodi (2014-2015)

### Teatro
- Das Sparschwein, regia di Patrick Schlösser (2001-2002)
- Das Käthchen von Heilbronn, regia di Anna Bergmann (2002-2003)
- Ernst ist das Leben, regia di Patrick Schlösser (2004-2006)
- Der eingebildete Kranke, regia di Helmut Lohner (2004-2006)
- Süden, regia di Patrick Schlösser (2004-2006)

## Doppiaggio
- Chetna Pandya in Heartstopper